# Tribromphloroglucin
Tribromphloroglucin ist eine aromatische chemische Verbindung, die zur Stoffgruppe der Phenole gehört.

## Darstellung
Tribromphloroglucin kann aus Phloroglucin durch Bromierung in Dichlormethan dargestellt werden.

Synthese von Tribromphloroglucin